# Amberbäume
Die Amberbäume (Liquidambar) sind eine Pflanzengattung in der kleinen Familie der Altingiaceae.

## Name
Der botanische Gattungsname leitet sich vom lateinischen Wort liquidus für flüssig und dem arabischen Wort عنبر / ʿanbar für Bernstein. Der Name Liquidambar bedeutet also flüssiger Bernstein, wobei Bernstein fossiles Baumharz ist. Der arabische Name anbar wurde zu Mittellateinisch ambar, Mittelfranzösisch ambre und Englisch amber gleich Bernstein.

## Nutzung
Harz, Stämme, Blätter und Früchte werden medizinisch genutzt.
Aus einigen Arten wird ein als Styrax bezeichnetes Harz gewonnen, das für Räucherwerke verwendet wird. Fälschlicherweise werden die Bäume oft auch als Storaxbäume oder Styrax bezeichnet. Dies kommt daher, dass bis zum 18. Jahrhundert das Harz hauptsächlich aus dem Storaxbaum (Styrax officinalis) gewonnen wurde, danach jedoch meist aus dem zum echten Storax geruchlich sehr ähnlichen, aber dennoch nicht näher verwandten Orientalischen Amberbaum (Liquidambar orientalis). Dieser wächst im südlichen Kleinasien, auf der Insel Rhodos, vor allem aber in Syrien.
Eine ursprüngliche Art der Gattung wächst im östlichen Nordamerika von New York bis Guatemala und Honduras in Mittelamerika (Liquidambar styraciflua), die ebenfalls der Harzgewinnung dient. Viele Sorten dieser Varietät sind unter dem Namen Amerikanischer Amberbaum bekannt.
Angesichts von Klimaveränderung und damit einhergehenden Dürrephasen im Sommer werden seit einigen Jahren Versuche durchgeführt, den Amberbaum als trockenheitstoleranten Stadtbaum zu etablieren.

## Beschreibung

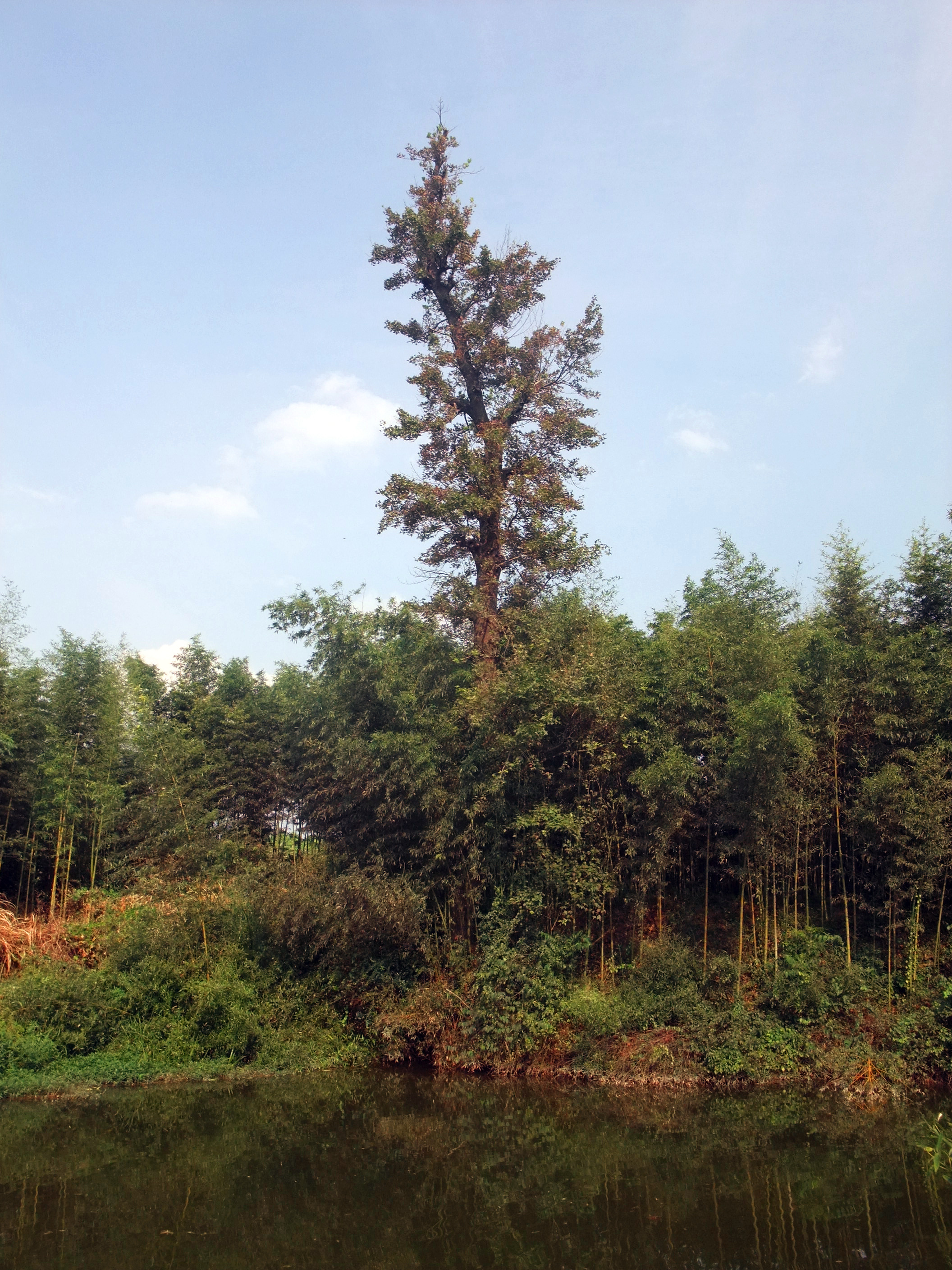
Formosa-Amberbaum (Liquidambar formosana)

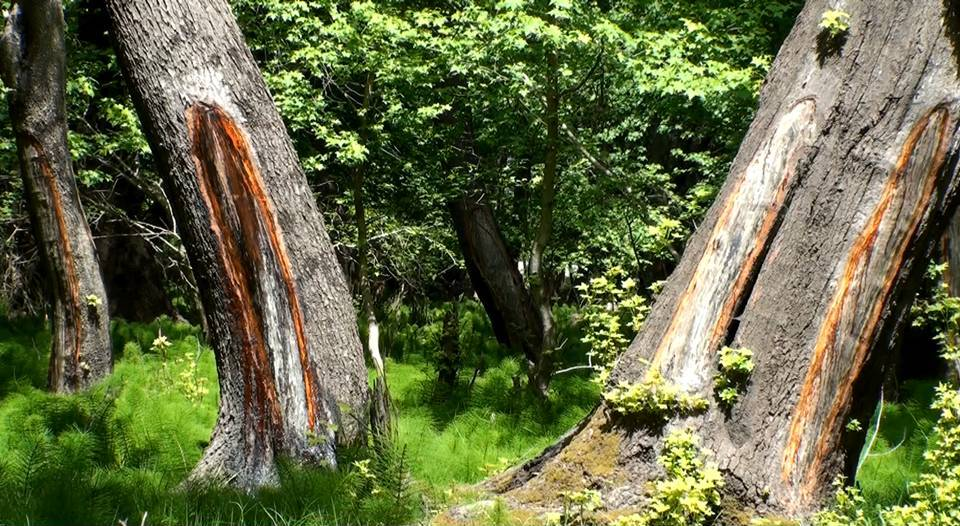
Styraxgewinnung vom Orientalischen Amberbaum (Liquidambar orientalis)

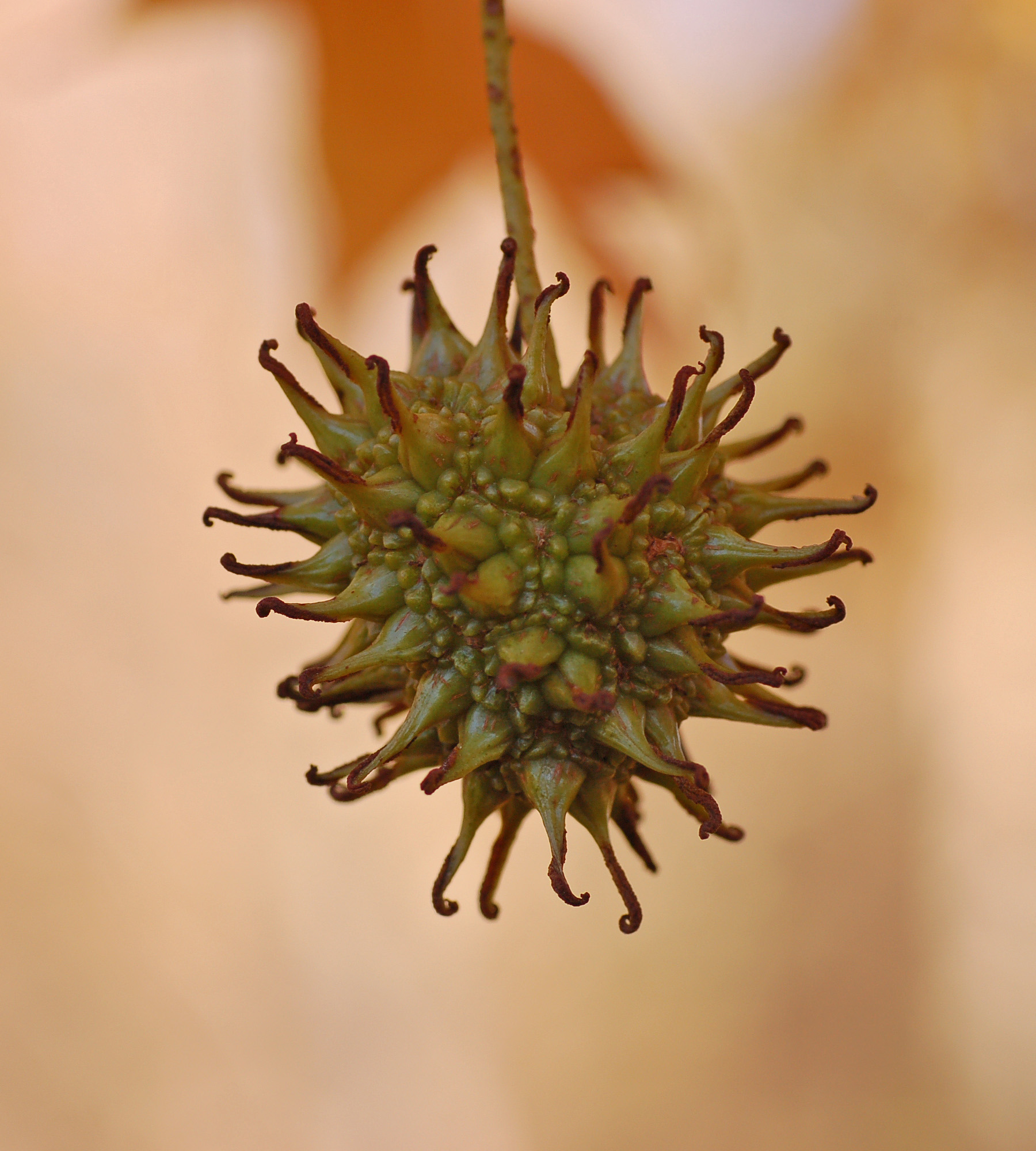
Frucht des Amerikanischen Amberbaums (Liquidambar styraciflua)

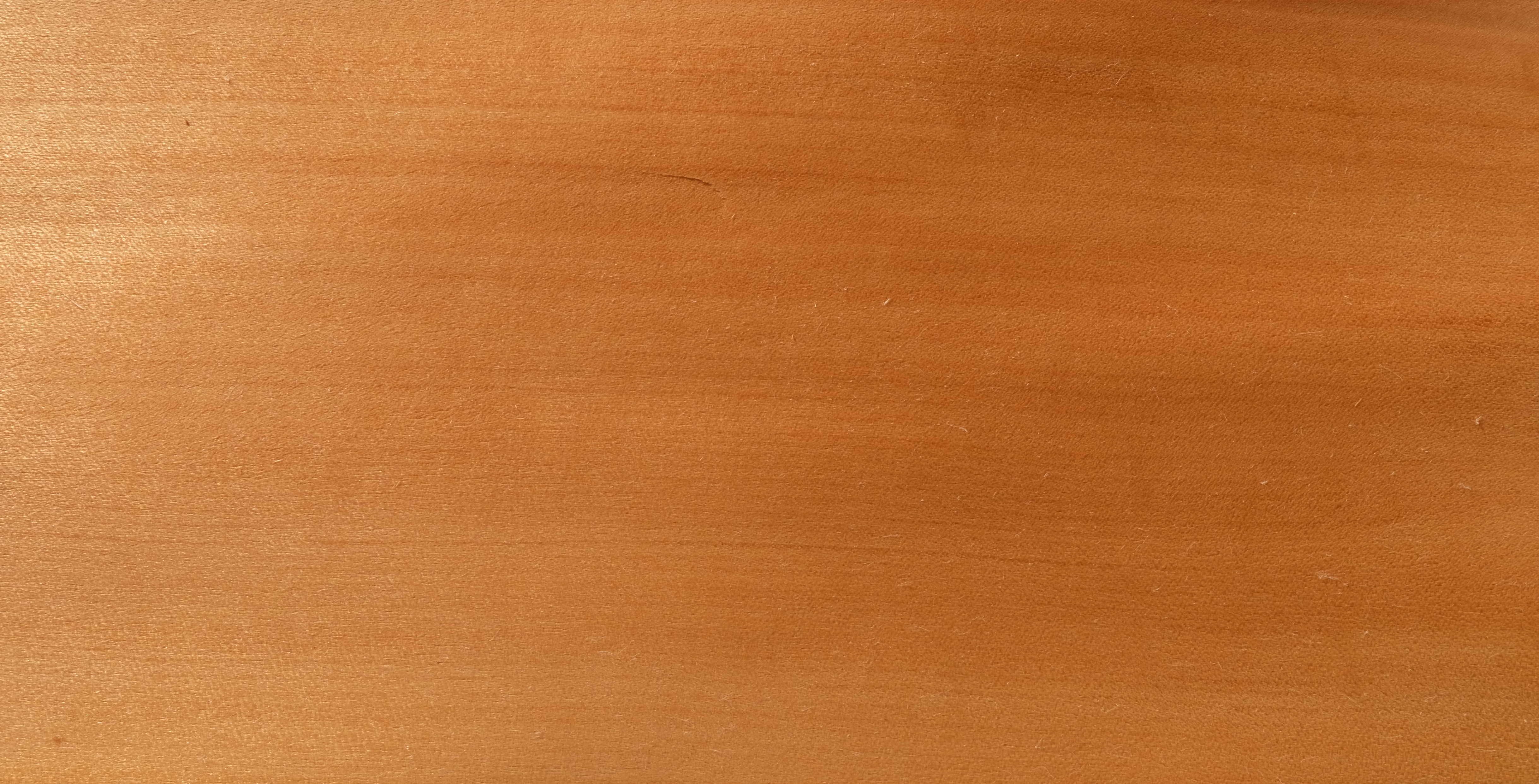
Holz des Amberbaums

Liquidambar-Arten wachsen als laubabwerfende Bäume und erreichen Wuchshöhen von 20 bis 40 Metern, teilweise auch bis 45 Metern. Pflanzenteile können einfache Haare (Trichome) besitzen. Die Borke ist grau-braun. 
Die wechselständig an den Zweigen angeordneten Laubblätter sind in Blattstiel und Blattspreite gegliedert. Der Blattstiel ist relativ lang. Die Blattspreite ist ahornähnlich, drei-, fünf- oder siebenlappig (manchmal auch mit mehr Lappen) oder sie sind selten einfach. Der Blattrand ist gesägt. Die linealen Nebenblätter sind mehr oder weniger mit der Basis der Blattstiele verwachsen und hinterlassen beim frühen Abfallen schmale Blattnarben.
Liquidambar-Arten sind einhäusig getrenntgeschlechtig (monözisch). Die Blütenstandsschäfte sind lang und dünn. Die eingeschlechtlichen Blüten sind ohne Blütenhülle. Die männlichen, köpfchenartigen Blüten mit Deckblättern sitzen zu mehreren in traubig-ährigen Blütenständen. Sie fallen nach der Anthese schnell ab. Der meist kugelige, weibliche Blütenstand ist eigentlich eine zusammengedrängte Rispe, ein Köpfchen und besitzt meist abfallende Hochblätter. Die männlichen Blüten besitzen einige Staubblätter, wobei die Staubfäden und die eiförmigen Staubbeutel etwa gleich lang sind. Die weiblichen Blüten enthalten meist Staminodien, die als Schuppen oder Zähne rund um das Gynözeum ausgebildet sind, und einen halb- bis unterständigen Fruchtknoten mit vielen Samenanlagen, von denen nur die untersten fertil sind. Die Griffel mit langen Narben sind auch noch auf den reifen Früchten erkennbar. Um den oberen, freien Teil des Fruchtknoten herum sind ebenfalls, fleischige und reduzierte bis pfriemliche Strukturen (Phyllome, Pappilae) ausgebildet.
Die kugeligen Fruchtverbände enthalten viele holzige, septizide Kapselfrüchte, die sich mit zwei Klappen öffnen. Das Perikarp ist dünn. Jede Kapselfrucht enthält viele Samen, von denen viele steril, klein und unregelmäßig kantig sind. Die viel größeren, fertilen Samen sind ellipsoid, etwas zusammengepresst und besitzen häutige Flügel. Die Samenoberfläche ist netzartig strukturiert. Das Endosperm ist dünn, der Embryo ist gerade. 
Die Chromosomenzahlen betragen 2n = 30, 32.
Amberbäume gedeihen am besten auf mäßig feuchten, lockeren und tiefgründigen Lehmböden. Natürliche Vorkommen in Nordamerika sind in Flusstälern und an feuchten Berghängen. Auf armen Sandböden wachsen sie hingegen nur sehr langsam.
Amberbäume sind sehr widerstandsfähig gegen Hitze und Trockenheit und können vor dem Hintergrund des Klimawandels als Straßen- und Parkgehölz aber perspektivisch auch als Waldbaum zunehmende Bedeutung erlangen. Auch kurzzeitige, massive Überschwemmungen verträgt der Baum.

## Verbreitung
Die Gattung Liquidambar besitzt ein disjunktes Areal: zum einen im östlichen Asien (zwei in China, eine davon kommt nur dort vor) und im südwestlichen Asien (Türkei und Rhodos), zum anderen in Zentral- und Nordamerika.

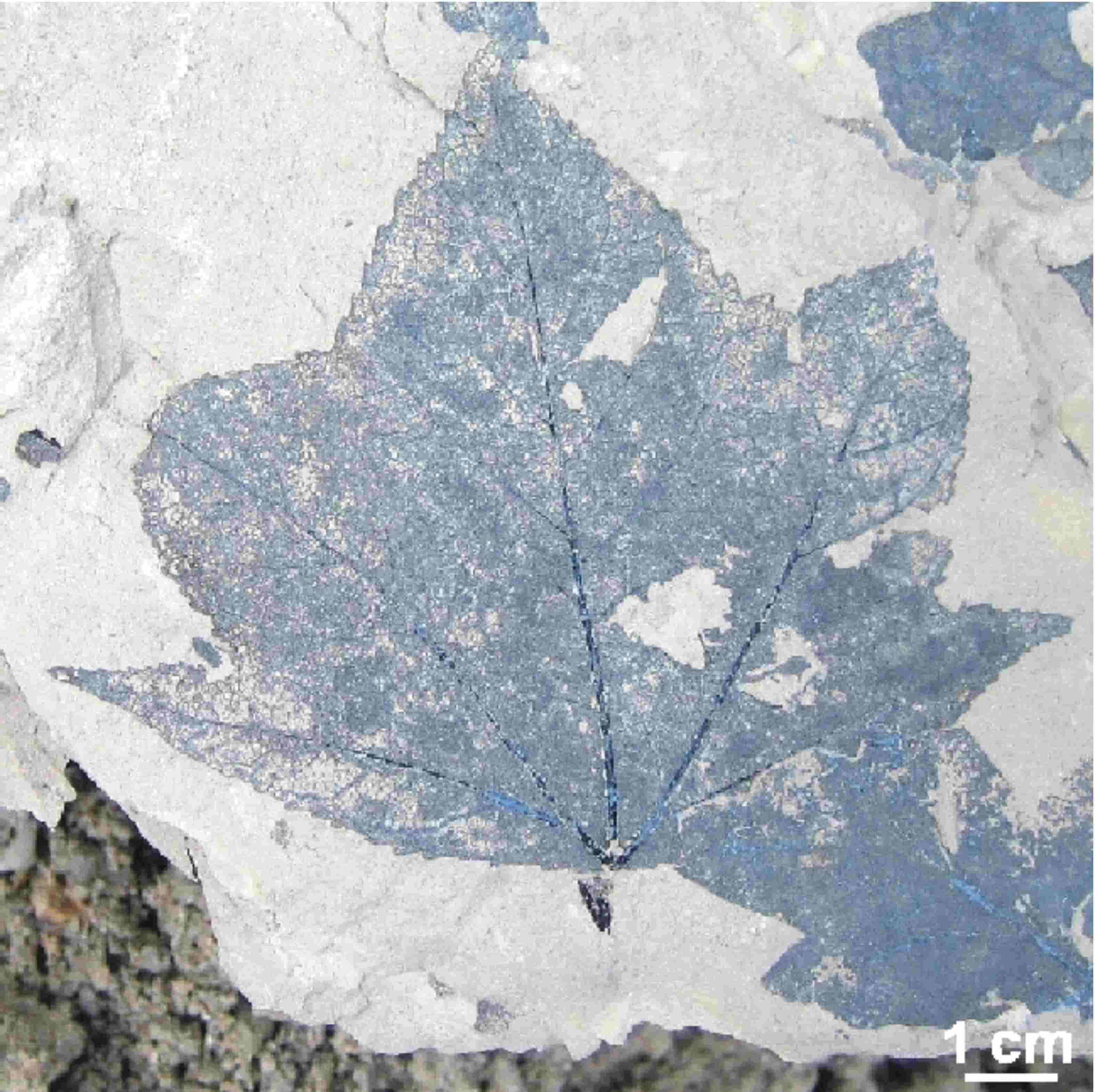
Ein Blatt der fossilen Amberbaum-Art Liquidambar lievenii aus dem Tagebau Hambach.

Die Gattung der Amberbäume war bis zu ihrem Aussterben während der Eiszeiten auch in Mitteleuropa verbreitet, sie ist fossil seit dem Tertiär nachgewiesen, so in den Braunkohlelagerstätten Deutschlands. Aus dem Tagebau Garzweiler ist aus dem Pliozän mit einem Alter von ca. 5 Mio. Jahren die Art Liquidambar lievenii bekannt. In Nordamerika konnten die Bäume während der glazialen Vereisungen aufgrund der in Nord-Süd-Richtung verlaufenden Gebirge den Norden wieder besiedeln, während dies in Mitteleuropa aufgrund der ost-west ausgerichteten Gebirgszüge nicht möglich war.
In Deutschland ist nur der Amerikanische Amberbaum (Liquidambar styraciflua) frost- und winterhart. Der Amerikanische Amberbaum wird als Großbaum zwischen 20 und 45 Meter groß und bis zu 10 Meter breit. Neben Bergulme (Ulmus glabra), Gemeiner Esche, Ginkgo, Ahornblättriger Platane, Silber-Pappel, Sommerlinde (Tilia platyphyllos) und Stieleiche (Quercus robur) zählt er somit zu den höchsten Laubbäumen in Europa. In Baumschulen kann man verschiedene Kleinbaum-Züchtungen und -Sorten des amerikanischen Amberbaums auch als Hochstamm kaufen, z. B. die Sorten Oktoberglut (Liquidambar styraciflua ′Oktoberglut′), der ca. 3 m groß wird, oder Gumball (Liquidambar styraciflua ′Gumball′) mit kugelförmiger Krone (auch Kugelamberbaum genannt), der ca. 5 m erreichen kann.

## Systematik
Diese Gattung wurde von manchen Autoren auch zur Unterfamilie Liquidambaroideae in der Familie der Hamamelidaceae gestellt, gehört aber tatsächlich in die Altingiaceae. Der Gattungsname wurde 1753 von Carl von Linné in Species Plantarum, 2, S. 999 erstveröffentlicht. Typusart ist Liquidambar styraciflua L.
Die Gattung umfasst ungefähr 15 Arten:
- Liquidambar acalycina H.T. Chang: Heimisch im zentralen und südöstlichen China.
- Chinesischer Amberbaum, Taiwanischer Amberbaum oder Formosa-Amberbaum (Liquidambar formosana Hance): Heimisch im zentralen und südöstlichen China, im südöstlichen Korea, in Taiwan, Laos und dem nordöstlichen Vietnam.
- Orientalischer Amberbaum (Liquidambar orientalis Mill.): Heimisch in der südwestlichen Türkei und auf der griechischen Insel Rhodos.
- Amerikanischer Amberbaum (Liquidambar styraciflua L.): Heimisch in Nord- und Mittelamerika von den USA südlich bis nach Guatemala und Nicaragua.